# 林鉞 (正德進士)
林鉞（1483年—1533年），字宏用，號西泉，福建泉州府晉江縣人，民籍。

## 生平
治《易經》，行三，由國子生中式甲子科（1504年）福建鄉試第六十二名舉人，年二十六歲中式正德三年（1508年）戊辰科會試第七十九名，第三甲第一百七十名進士。历官广东增城县知县、南直隶太平府知府，卒于官。

## 家族
曾祖林居安。祖父林乾肃。父林琠。母伍氏。慈侍下。兄锺、镜、锐、铎、鏓、弟铨、铭。子林太毓，字希甫，号东井。孫林奇㯣，萬曆庚子舉人，官云南曲靖府知府。